# Finlandia (Schiff, 2001)
Die Finlandia ist ein Fährschiff der Eckerö Line und fährt unter finnischer Flagge.

## Geschichte
Die Fähre wurde 2001 unter der Baunummer 7506 auf der Werft Daewoo Shipbuilding & Heavy Machinery gebaut. Sie ist eines von vier Schwesterschiffen. Die Kiellegung fand am 21. April 2000, der Stapellauf am 23. Dezember 2000 statt. Die Fähre wurde im Juni 2001 abgeliefert und kam als Moby Freedom der italienischen Reederei Moby Lines in Fahrt.
2012 wurde die Fähre verkauft. Auf der Öresundsvarvet in Landskrona wurde sie für den Einsatz bei Eckerö Line umgebaut. Seit Ende 2012 verkehrt sie zwischen Tallinn und Helsinki. Sie ersetzte dort die Nordlandia.

## Beschreibung
Die Fähre ist für 2080 Passagiere zugelassen. Sie verfügt über 200 Kabinen. An Bord ist Platz für 665 Pkw. Die Fähre wird über Rampen am Bug bzw. Heck be- und entladen. Die Bugrampe befindet sich hinter einem seitlich öffnenden Bugvisier.
Das Schiff wird von vier Viertakt-Zwölfzylinder-Dieselmotoren des Herstellers Wärtsilä mit zusammen 50.400 kW Leistung angetrieben. Die Motoren wirken auf zwei Verstellpropeller. Für die Stromerzeugung stehen zwei von den Hauptmotoren angetriebene Wellengeneratoren mit 1200 kW Leistung (1500 kVA Scheinleistung) und vier Dieselgeneratoren mit 1408 kW Leistung (1760 kVA Scheinleistung) zur Verfügung.

## Schwesterschiffe
- Pascal Lota
- Moby Wonder
- Moby Aki